# 仿厚蟹屬
仿厚蟹屬（Helicana），是弓蟹科厚蟹屬的一個亞屬，其分類下的物種多生活在亞洲，包括有德氏仿厚蟹、伍氏仿厚蟹、日本仿厚蟹。

## 分類學
1980年由 Katsushi Sakai 與 Yatsuzuka 兩位日本生物學者從厚蟹屬（Helice）所分出來的亞屬。

## 種
該亞屬主要有三個物種，已經由國立中興大學施習德博士及日本鹿兒島大學鈴木博司博士的研究中證實基因上具有足夠明顯的差異，且棲地也分屬亞洲的不同區域。
- Helicana doerjesi（Sakai et al. ,2006）：德氏仿厚蟹，由伍氏厚蟹區分開，主要棲地為大陸東南沿岸以及台灣西部沿岸泥灘地，例如香山濕地[2][3][4]。
- H.wuana（ Rathbun, 1929）：伍氏仿厚蟹，主要棲地為較北邊的棲地，包括中國大連以及南韓[2][3]。
- H.japonica（Sakai ＆ Yatsyzuka, 1980）：日本仿厚蟹， 由伍氏厚蟹區分開，主要棲地為日本[1][2]。